# Ngọc Dậu
Ngọc Dậu (sinh năm 1933), tên khai sinh là Nguyễn Thị Ngọc Dậu là một nghệ sĩ hát nhạc đỏ, nhạc opera người Việt Nam.

## Cuộc đời
Ngọc Dậu, tên khai sinh là Nguyễn Thị Ngọc Dậu, sinh năm 1933 tại Hải Dương. Bà xuất thân từ ngành cải lương, tham gia ban Nhật Tân từ năm lên 6 tuổi. Bà đã thủ nhiều vai trong cải lương, diễn cả kịch thơ, đơn ca, nhảy múa và đóng cả vai chèo. Cuối cùng, bà chuyển hẳn sang hát bel canto sau khi theo học các chuyên gia Trung Quốc, Triều Tiên, Liên Xô, Bungari về thanh nhạc.
Ngọc Dậu được đánh giá là có giọng hát cao, thanh mảnh nhưng vang xa, âm sắc trong trẻo, diễn xuất nhuần nhuyễn, giàu kinh nghiệm sân khấu. Bà vốn là diễn viên đơn ca của Đoàn Ca múa Nhân dân Trung ương, về sau bà chuyển sang Nhà hát Nhạc Vũ Kịch Việt Nam. Bà đã diễn thành công nhiều vai diễn trong các vở nhạc kịch như: Cô Sao, Người tạc tượng, Bên bờ Krông Pa, Yevgeny Onegin, Núi rừng hãy lên tiếng. Nghệ sĩ Ngọc Dậu cũng được biết đến là một nữ diễn viên điện ảnh trứ danh trong các thập niên 1970–1980.

## Tác phẩm

### Ca khúc thể hiện
- Bài ca hữu nghị.
- Bơi thuyền hái sen.
- Ngày mùa.

### Vở kịch tham gia
- Cô Sao[1]
- Người tạc tượng.
- Bên bờ Krông Pa.
- Yevgeny Onegin.
- Núi rừng hãy lên tiếng.

### Điện ảnh
- Sao tháng Tám (1976) – vai Mụ bán gạo.
- Hà Nội mùa chim làm tổ (1978) – vai Bà Thời.
- Thời hiện tại (1988) – vai Bà Giò.

## Thành tựu
- Nghệ sĩ ưu tú (1984).

### Khen thưởng
- Huân chương Kháng chiến hạng Nhất.
- Huân chương Lao động hạng Ba.

## Đời tư
Bà kết hôn với ca sĩ Trần Chất (1928 – 20 tháng 12 năm 2007), cũng là một ca sĩ nhạc đỏ. Sau này bà và chồng chuyển vào Thành phố Hồ Chí Minh sinh sống.